# Автошлях E717
Європейський маршрут E717 — європейський автомобільний маршрут категорії Б, що проходить по території Італії та з'єднує міста Турин і Савона.

## Маршрут
Весь шлях проходить через такі міста:
- Італія
  - E70, E64, E612 Турин
  - E80 Савона